# Serra de Coll
La Serra de Coll és una serra de la Conca de Tremp que separa la vall de Montesquiu de la resta de la conca. Té el seu punt culminant en el Roc de Neret, de 905,8 metres d'altitud.
El límit dels termes municipals d'Isona i Conca Dellà (antigament, d'Orcau) i de Tremp (antigament, de Vilamitjana) discorre pels vessants sud i sud-oest d'aquesta serra, tot i que la carena superior pertany a Orcau, és a dir, actualment a Isona i Conca Dellà.
Es pot considerar que la serra de Coll s'estén de sud-est a nord-oest, en alçades que van dels 788,2 m. alt. als 905,8 del Roc de Neret, lloc més elevat i, alhora, extrem nord-oest de la serra.
Enllaça a llevant amb la Torreta de Suterranya, de 958 m. alt., i al nord amb el Puig de Galliner, de 835, tots dos ja fora de la serra de Coll.
Porta a aquesta serra des del sud-est el camí de Llabusta, del qual arrenca el camí de Suterranya, des del sud el camí de Petrolers, i des del nord-oest la pista de Serra de Coll.
Pel costat de llevant, i en direcció nord-oest - sud-est discorre la línia d'alta tensió de 380 kV que enllaça les centrals elèctriques de Sallente-Estany Gento, Salàs de Pallars, Viladecavalls de Calders i Sentmenat (la torre elèctrica visible a la fotografia hi pertany).

## Etimologia
Aquesta serra pren el nom del coll per on discorria el camí que enllaçava Tremp amb Orcau, des d'on sortia cap al nord el camí que per la vall de Montesquiu duia a Aramunt i la Conca de Dalt.